# Wetherby
Wetherby és una ciutat dins la ciutat de Leeds a West Yorkshire, Anglaterra. La ciutat té una població de 22.000 habitants i és coneguda per les seves carreres.

## Ubicació
La ciutat està situada a la A1 (M) aproximadament equidistant entre Londres i Edimburg, la proximitat a la carretera ha mantingut Wetherby de molts bars i tavernes de l'activitat comercial de molts segles.

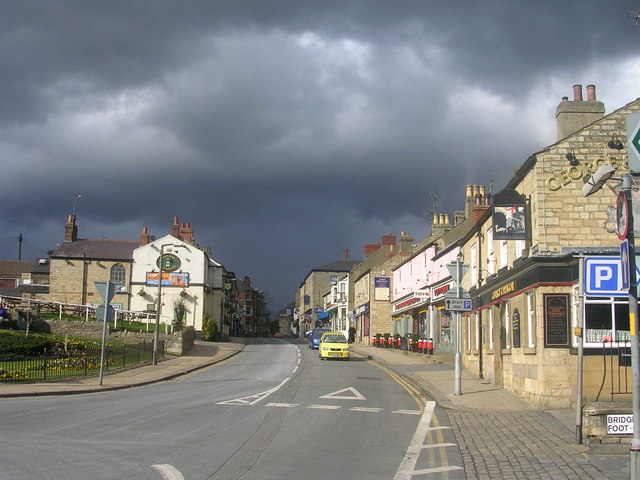
High Street
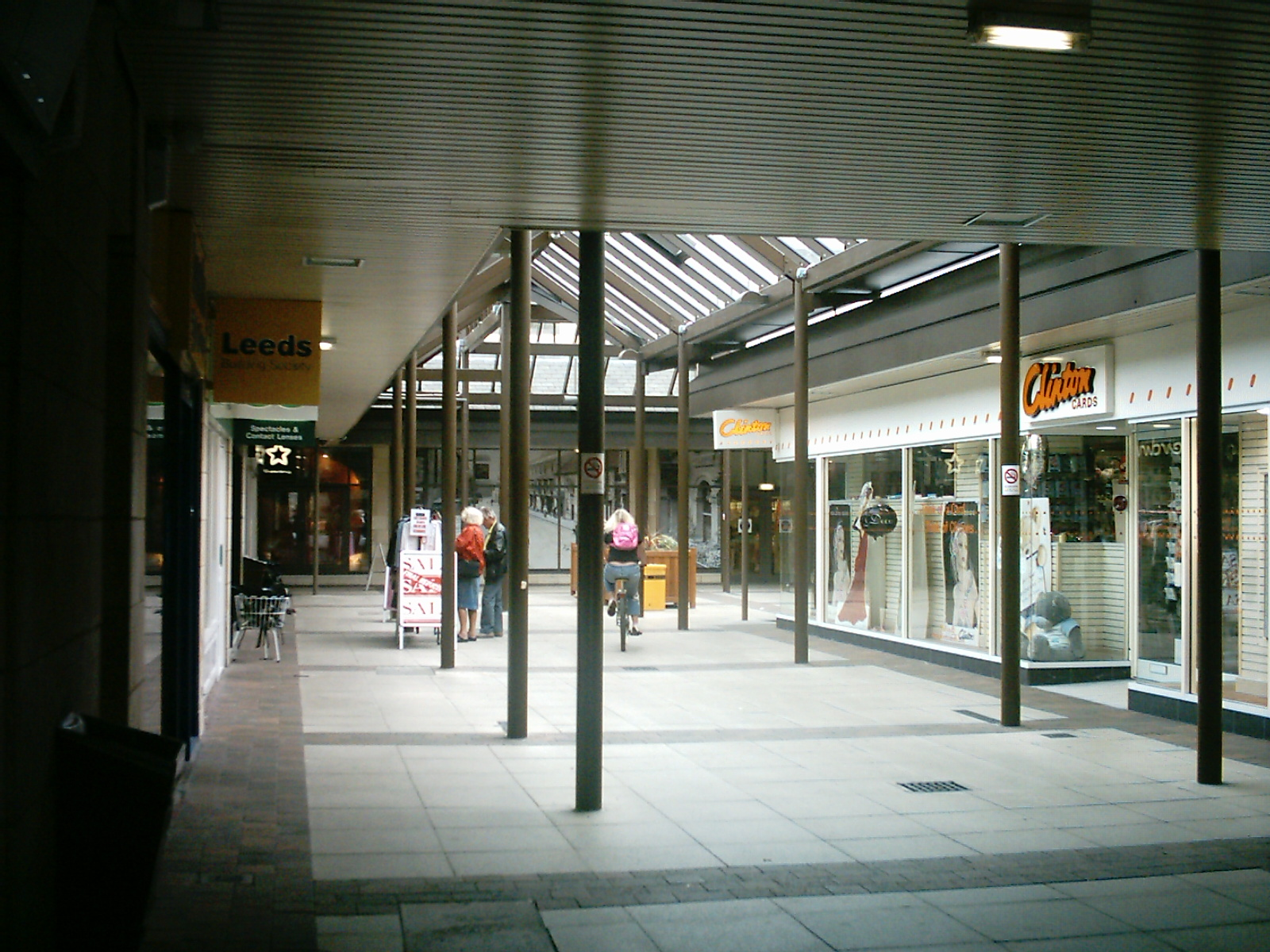
Horsefair Centre
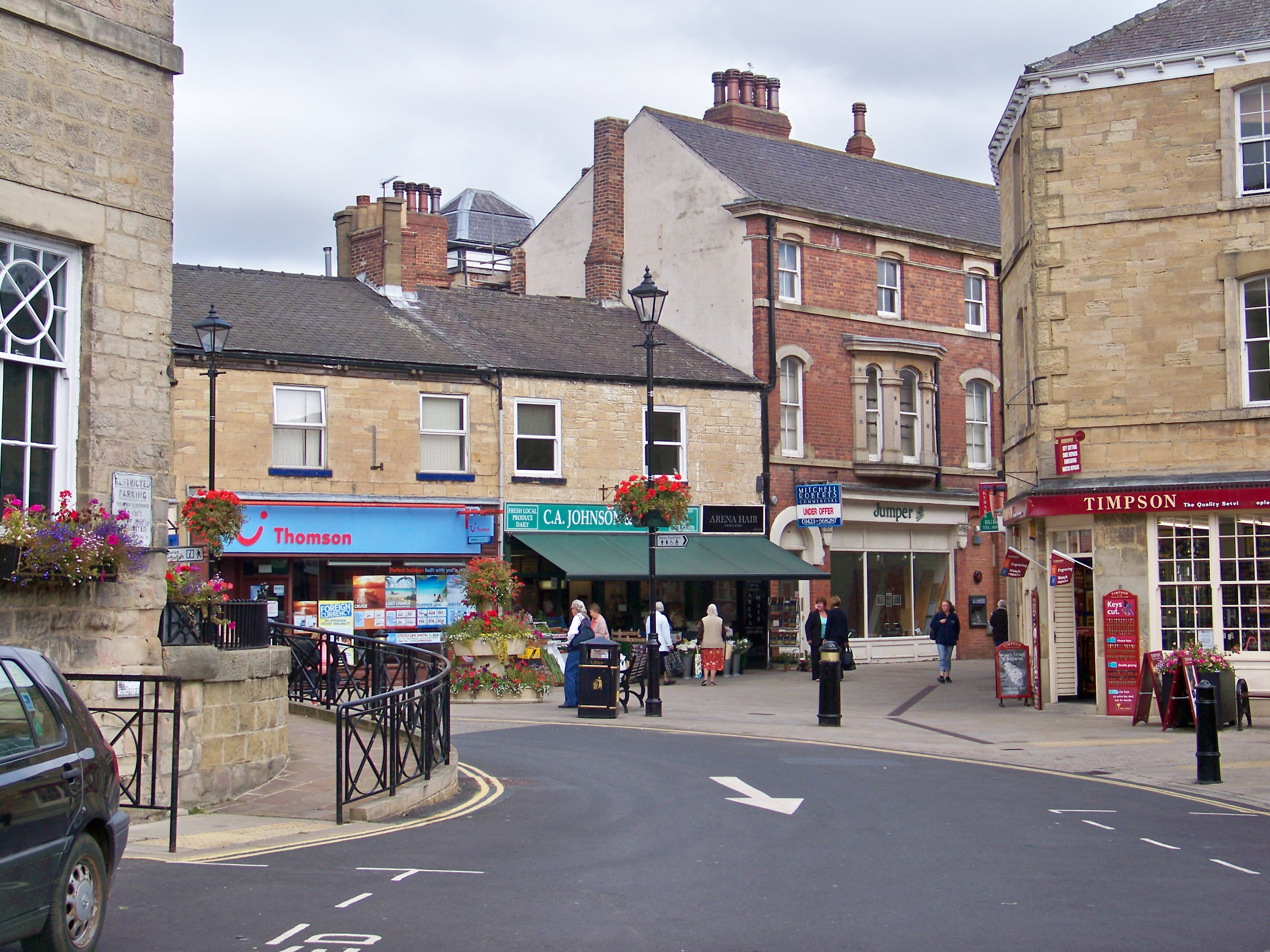
Market Place
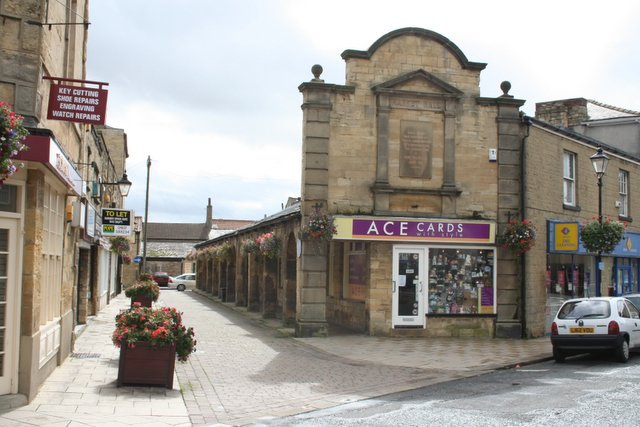
The Shambles